# Schwarzbauchspecht
Der Schwarzbauchspecht (Dryocopus schulzii, Syn.: Hylatomus schulzii) ist eine Vogelart aus der Familie der Spechte (Picidae). Das relativ kleine Verbreitungsgebiet ist auf das zentrale südliche Südamerika beschränkt und umfasst den Westen von Paraguay, das nördliche mittlere Argentinien und den Süden Boliviens. Der Schwarzbauchspecht bewohnt das trockene Waldland und Savannen des Gran Chaco und dessen Übergänge zu mittelfeuchten Bergwäldern mit Tipuana ssp. und Erlen. Über die Lebensweise der Art ist fast nichts bekannt.
Der Schwarzbauchspecht war offenbar immer schon selten. Der Bestand ist zumindest in Argentinien durch Habitatzerstörung stark zurückgegangen und vermutlich weiter rückläufig. Der Schwarzbauchspecht wird von der IUCN daher als Art der Vorwarnliste („near threatened“) eingestuft.

## Beschreibung
Der Schwarzbauchspecht ähnelt im Habitus dem auch in Mitteleuropa heimischen Schwarzspecht, ist jedoch erheblich kleiner und die Färbung weicht deutlich ab. Es sind mittelgroße Spechte mit einem langen und steifen Schwanz, der zur Spitze hin nach vorn gebogen ist und einer ausgeprägten Federhaube. Der Schnabel ist lang, gerade, leicht meißelförmig zugespitzt und an der Basis breit. Die Körperlänge beträgt 29–30 cm; sie sind damit etwas kleiner als ein Grünspecht. Angaben zum Gewicht liegen nicht vor. Die Art zeigt bezüglich der Färbung einen nicht sehr deutlichen Geschlechtsdimorphismus.
Bei Männchen ist die gesamte Oberseite des Rumpfes einschließlich Bürzel einfarbig schwarz. Die Schulterfedern sind bei den meisten Individuen der südlicheren Population ebenfalls schwarz. Bei den meisten der nördlicheren Population sind die Außenfahnen der Schulterfedern jedoch zum Teil weiß und bilden so ein weißes Flügelband. Die Oberflügel sind weitgehend schwarz, die Schwingen zeigen weiße Basen und gelegentlich zeigt der Flügelbug einen weißlichen Rand. Die Steuerfedern sind oberseits schwarz, die Kiele recht deutlich abgesetzt weiß. Im frischen Gefieder können die Steuerfedern auch weiße Spitzen aufweisen. Die gesamte Rumpfunterseite ist bräunlich schwarz. Viele Individuen zeigen auf diesem Grund auf dem unteren Bauch und den unteren Flanken eine schmale, undeutliche gelbliche Bänderung, die in seltenen Fällen auch bis auf die oberen Flanken und den gesamten Bauch ausgedehnt sein kann. Die Unterseite der Schwingen ist schwärzlich, die Achselfedern und die Unterflügeldecken sind weißlich. Die Unterhanddecken zeigen einen unregelmäßigen schwarzen Fleck mit variabler Ausdehnung, der auch komplett fehlen kann. Die Unterseite der Steuerfedern ist ebenfalls schwärzlich.
Stirn, Ober- und Hinterkopf sowie die lange Haube sind leuchtend rot, gelegentlich sind hier einige weiße Federbasen erkennbar. Die obere Zügelregion ist auffallend gelblich beige. Die Ohrdecken sind blassgrau und häufig weiß gefleckt. Sie werden nach oben durch einen im Feld kaum sichtbaren, sehr schmalen weißen Überaugenstreif begrenzt. Ein breites weißes Band zieht sich von der unteren Zügelregion nach hinten über die unteren Ohrdecken, verbreitert sich an deren Hinterrand und läuft dann über die Halsseiten bis zum Flügelansatz. Der rote Bartstreif geht unter den Ohrdecken in Schwarz über und verläuft dann bis zur schwarzen Brust. Die übrigen Hinterkopfseiten sowie die Halsseiten sind ansonsten ebenso wie der Nacken schwarz. Kinn und obere Kehle sind weiß bis gräulich weiß, gelegentlich mit einer sehr feinen braunen oder schwärzlichen Strichelung. 
Weibchen haben meist eine schwärzliche untere Stirn und der vordere Oberkopf ist gelegentlich weiß gefleckt. Der Bartstreif ist schwarz.
Der Schnabel ist hell elfenbeinfarben-weißlich mit dunklerem First und dunklerer Basis. Die Beine und Zehen sind dunkelgrau. Die Iris ist tiefbraun bis rotbraun, der Augenring schwärzlich.

## Lautäußerungen
Häufigster Ruf ist ein lautes „wic wic wic wic wic“. Viel seltener ist ein hartes rasselndes „ti-schrrr“ zu hören. Die Trommelserien bestehen aus fünf bis acht langsam aufeinander folgenden Schlägen, denen ein langer, in der Frequenz zunehmender Trommelwirbel folgt.

## Verbreitung und Lebensraum

Verbreitungsgebiet

Das relativ kleine Verbreitungsgebiet ist auf das zentrale südliche Südamerika beschränkt und umfasst den Westen von Paraguay, das nördliche mittlere Argentinien und den Süden Boliviens. Die Größe des Gesamtverbreitungsgebietes wird auf 586.000 km² geschätzt.
Der Schwarzbauchspecht bewohnt das trockene Waldland und Savannen des Gran Chaco und dessen Übergänge zu mittelfeuchten Bergwäldern mit Tipuana ssp. und Erlen.

## Systematik
Es werden keine Unterarten anerkannt. Nach Winkler et al. bildet der Schwarzbauchspecht eine Superspezies mit dem Helmspecht (Dryocopus pileatus) und dem Linienspecht (Dryocopus lineatus).

## Lebensweise
Über die Lebensweise der Art ist fast nichts bekannt. Schwarzbauchspechte werden einzeln, in Paaren und gelegentlich als Familien mit fünf bis sechs Individuen angetroffen. Die bisher nicht bekannte Nahrung wird offenbar häufig an Stämmen oder Starkästen durch Hacken, Hämmern und Sondieren erlangt.
Die Fortpflanzung erfolgt von Oktober bis November, möglicherweise auch bis März. Die Höhlen werden in toten Bäumen und Holzmasten angelegt. Weitere Angaben zur Brutbiologie liegen bisher nicht vor.

## Bestand und Gefährdung
Angaben zur Größe des Weltbestandes sind nicht verfügbar. Der Schwarzbauchspecht war offenbar immer schon selten. Der Bestand ist zumindest in Argentinien durch Habitatzerstörung stark zurückgegangen und vermutlich weiter rückläufig. Wesentliche negative Einflussfaktoren auf den Lebensraum der Art sind die Fällung der Quebracho-Bäume (Aspidosperma spp., Schinopsis quebracho-colorado) und von Prosopis ssp. zur Gewinnung von Holzkohle, Tanninen und Bahnschwellen, die Umwandlung in Ackerland oder Rinderweiden sowie die Anpflanzung von Plantagen mit nicht heimischen Baumarten.
Der Schwarzbauchspecht wird von der IUCN daher als Art der Vorwarnliste („near threatened“) eingestuft.